# Código de área 607

En color azul el estado de Nueva York, en rojo la zona con código 607.

El código de área 607 es un código de área telefónica del estado de Nueva York, Estados Unidos, cuyo territorio de uso ocupa los condados de Southern Tier, lindando con el estado de Pensilvania. Se formó a partir de la división de los códigos de área 315 y 716 en 1954. Inicialmente, a fines de la década de 1940, los códigos de área con un dígito medio de "0" (x0x-xxx-xxxx) se asignaban solo a las jurisdicciones que abarcaban un estado completo. Junto con 507 en Minnesota y 606 en Kentucky, 607 fue uno de los primeros códigos de área que se agregaron a una jurisdicción.

## Condados en los que presta servicio
- Condado de Allegany (parte)
- Condado de Broome
- Condado de Chemung
- Condado de Chenango
- Condado de Cortland
- Condado de Delaware
- Condado de Otsego
- Condado de Schoharie (parte)
- Condado de Schuyler
- Condado de Steuben
- Condado de Sullivan (parte)
- Condado de Tioga
- Condado de Tompkins
- Condado de Yate